# Langelandsfestival 2014
Langelandsfestival 2014 var en festival der fandt sted på Rue Mark ved Rudkøbing på Langeland fra lørdag 19. juli til lørdag 26. juli 2014. 

## Særligt dette år
Vejret var varmt, tørt og solrigt hele ugen, ligesom de foregående år.
Som noget nyt var der dette år stand up comedy med tre kendte komikere på Store Scene lørdag eftermiddag.

## Artister under selve festivalen
Fra onsdag 23. juli til lørdag 26. juli 2014
- Anne Linnet (Store Scene, torsdag kl. 13.30)
- Birthe Kjær (Møllers, torsdag kl. 15)
- Burhan G (Store Scene, torsdag kl. 22.30)
- Carpark North (Store Scene, onsdag kl. 19.30)
- Christopher (Store Scene, onsdag kl. 16.30)
- Cruise Band (Møllers, torsdag kl. 0.00)
- Danser med Drenge (Store Scene, torsdag kl. 19.30)
- DJ Danni Dee (Møllers, lørdag kl. 0.00)
- DJ Dueholm (Møllers, onsdag kl. 01.15)
- DJ Toffi Jay (Møllers, torsdag kl. 01.15)
- DJ Tøllner (Møllers, fredag kl. 01.15)
- Kato og Safri Duo (Store Scene, fredag kl. 19.30)
- Kim Cesarion (S) (Store Scene, fredag kl. 16.30)
- L.I.G.A (Møllers, onsdag, kl. 21)
- Love Shop (Møllers, fredag kl. 15)
- Mads Langer (Store Scene, fredag kl. 22.30)
- Marie Key (Store Scene, lørdag kl. 19.30)
- MC Einar (Møllers, lørdag kl. 15)
- Michael Falch med band (Møllers, lørdag kl. 21)
- Hardinger Band (Møllers, torsdag kl. 18)
- Mick Øgendahl (Store Scene, lørdag kl. 13.30)
- MGP (Store Scene, torsdag kl. 11)
- Nabiha (Store Scene, torsdag kl. 16.30)
- Nevoerne (Møllers, torsdag kl. 21)
- Panamah (Store Scene, lørdag kl. 16.30)
- Peter og de andre kopier (Møllers, fredag kl. 0.00)
- Povl Dissing med band (Møllers, onsdag kl. 18)
- Ramasjang (Store Scene, fredag kl. 11)
- Rasmus Nøhr (Store Scene, onsdag kl. 13.30)
- Rasmus Seebach (Store Scene, lørdag kl. 22.30)
- Rasmus Walter (Møllers, lørdag kl. 18)
- Sebastian Klein (Store Scene, lørdag kl. 11)
- Svenstrup & Vendelboe (onsdag, Møllers kl. 0.00)
- Sømændene (Store Scene, fredag kl. 13.30)
- Thomas Helmig (Store Scene, onsdag kl. 22.30)
- Thomas Warberg (Store Scene, lørdag kl. 13.30)
- Tom Duke (Møllers, onsdag kl. 15)
- Ulige Numre (Møllers, fredag kl. 18)
- Uffe Holm (Store Scene, lørdag kl. 13.30)
- X-factor-show (Anthony-Jasmin, Lucy Mardou og Henriette Houbjerg) (Store Scene, onsdag kl. 11)
- Zididada (Møllers, fredag kl. 21)

## Artister før selve festivalen (opvarmning i Møllers)
Fra lørdag 19. juli til tirsdag 22. juli 2014 i Møllers. Koncerterne krævede særlig entre (30 kr.)
- Alexander Brown (mandag kl. 0.00)
- Banko med Kjeld og Hilda (søndag kl. 17)
- Basim (mandag kl. 21)
- Bo Evers (lørdag kl. 0.00)
- DJ Aabrandt (søndag kl. 20 og 0.30)
- DJ Iversen (lørdag kl. 20 og 0.30)
- DJ Ponsaing (mandag kl. 20 og 0.30)
- DJ Tommy Tee (tirsdag kl. 20 og 0.30)
- Jonny Hefty og Jøden (tirsdag kl. 21)
- KELDE (søndag kl. 0.00)
- Klumben og Raske Penge (lørdag kl. 21)
- Kongsted (søndag kl. 21)
- Vild Smith (tirsdag kl. 0.00)